# 리오하 (포도주)

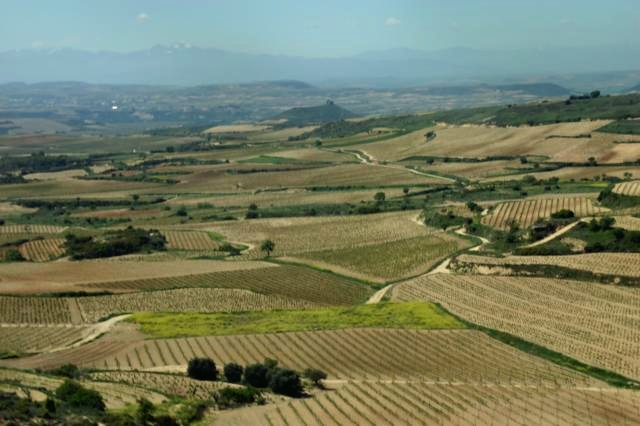
리오하

리오하(스페인어: Rioja)는 스페인의 포도주 생성 지역 중 하나로, 이름은 라리오하 지방에서 따왔다.